# Sarah Palin
 Der er for få eller ingen kildehenvisninger i denne artikel, hvilket er et problem. Du kan hjælpe ved at angive troværdige kilder til de påstande, som fremføres i artiklen.

Sarah Louise Heath Palin (født 11. februar 1964) var Alaskas guvernør fra 2006 til 2009 og det Republikanske Partis vicepræsidentkandidat ved det amerikanske præsidentvalg 2008. Palin har siden været ansat på Fox News og andre TV-stationer.
Sarah Palin sad i byrådet i byen Wasilla i Alaska i to valgperioder fra 1992 til 1996 og i to perioder som borgmester fra 1996 til 2002.
I november 2006 blev hun valgt til Alaskas guvernør som den yngste hidtil og første kvinde. Hun trak sig fra posten i utide.

## Biografi
Sarah Louise Heath blev født i Sandpoint, Idaho som det tredje ud af fire børn (tre døtre og én søn - Heather, Molly, Chuck Jr. og Sarah selv). Hendes mor Sarah "Sally" var skolesekretær og faderen Charles R. "Chuck" Health underviste som skolelærer i naturvidenskabelige fag og trænede i øvrigt eleverne i baneløb. Blot få måneder efter Sarah var blevet født, flyttede familien til Skagway, Alaska efter at faderen var blevet tilbudt et lærerjob her. I 1969 flyttede de til Eagle River, men slog sig endeligt ned i Wasilla i 1972. Palin spillede på fløjte i et ungdomsorkester. Hun var, ligesom resten af familien, udendørs- og sportsentusiast og gik tit på elgjagt med sin far. I sin tid på Wasila High School var hun også meget aktiv, hvor hun blev formand for en kristen atletklub, spillede på pigernes basketballhold og dyrkede terrænløb. På hendes sidste år blev hun vice-kaptajn og point-guard for baskelholdet, som gik hele vejen og vandt mesterskabet for skolerne i hele staten Alaska. For dette fik hun øgenavnet "Sarah Barracuda". I 1984 fik hun et stipendium i forbindelse med skønhedskonkurrencen "Miss Alaska" hvor hun blev nr. 3, som hun havde kvalificeret sig til ved først at vinde "Miss Wasilla" i sin hjemby. Stipendiet brugte hun på at tage en bachelor i kommunikation Hun studerede mange steder i løbet af sin bachelor, bl.a. på Hawaii, hvor hun oprindeligt blev optaget, tog til Idaho og Alaska for at afslutte sin bachelor ved University of Idaho. Her fik hun i maj 1987 sin bacheloreksamen med speciale i journalistik. I 2008 blev hun tildelt "Distinguished Alumni Achievement Award" af Alumni Association of North Idaho College.
Efter sin afsluttende eksamen begyndte hun at arbejde som sportskommentator for KTUU-TV og KTVA-TV i byen Anchorage i Alaska. Her var hun også sportsredaktør på avisen Mat-Su Valley Frontiersman. I 1988 stak hun af med sin kæreste fra high-school, Todd Palin, og de blev meget hurtigt gift herefter. Allerede i april året efter i 1989 fik de deres første barn, hvorefter hun begyndte at hjælpe til i Todds fiskerifirma. 
Hun var tidligt politisk interesseret og sad i det lokale byråd i Wasilla. Ved valget i 1996 udfordrede hun den siddende borgmester, og med løfter om at skære på udgifterne og skatterne blev hun valgt til posten som borgmester. Ved valget tre år senere vandt hun med endnu større margin og blev efterfølgende valgt som formand for Alaskas borgmestre.
I 2002 stillede hun op som viceguvernør for Alaska, men havde ikke held til at blive valgt. Da senator Frank Murkowski trak sig fra Senatet for at blive guvernør, forsøgte hun at blive hans efterfølger, men Murkowski udpegede i stedet sin datter. Som guvernør udpegede Murkowski Palin til en post i Alaskas olie- og gaskommission, men her indså hun, at de republikanske politikere i uheldig grad så gennem fingrene med loven samt sammenblandede interesser. Hun fik derefter rippet så meget op i problemerne, at fremtrædende medlemmer af partiet trak sig fra deres poster.
Ved valget i 2006 stillede hun op som guvernørkandidat og vandt en overraskende sejr over Murkowski, selv om hun ikke havde støtte fra partitoppen og efterfølgende også slog den demokratiske kandidat. Dermed blev Palin som 42-årig den første kvindelige guvernør i Alaska og den yngste kandidat i statens historie. Som guvernør blev hun kendt for at holde den etiske fane højt og for at føre en stram økonomisk politik for at undgå at blive for afhængig af midler fra staten. Dette har gjort hende meget populær, og en opinionsundersøgelse viser, at 80% af vælgerne støttede hende i sensommeren 2008.
Det kom som en overraskelse for mange iagttagere, da John McCain 29. august 2008 udpegede Palin som sin kandidat til vicepræsident i præsidentvalget. Hun blev dermed den første kvindelige kandidat til posten for republikanerne og den kun anden kvindelige kandidat for et af USAs to store dominerende partier (den første var Geraldine Ferraro, der stillede op for demokraterne i 1984).

## Privat
Hun er mor til fem. Hun kan lide at gå på jagt, at fiske og at køre på snescooter.
Sarah Palin blev, uden at hendes forældre vidste det, gift med sin kæreste fra gymnasietiden den 29. august 1988, da hun var 24 år.
Den 1. september 2008 meddelte hun, at hendes 17-årige datter Bristol var gravid i femte måned og ville beholde barnet og gifte sig med barnets far, den også 17-årige Levi Johnston. Den slags er kontroversielt i USA, hvor sex før ægteskab ikke er velset i konservative kredse.
Palins yngste barn, Trig, har fået konstateret Downs syndrom.